# カンプグルッペ
カンプグルッペ（ドイツ語: Kampfgruppe）は、ドイツ国防軍における各種の臨時部隊。戦闘団あるいは戦闘群と訳される。

## 概要
師団は、諸兵科連合部隊として総合的な戦力を発揮できる作戦基本部隊ではあるが、通常の作戦行動では、前線部隊が行動する際にいちいち師団司令部を介していては鈍重になるという問題がある。このため、各国の歩兵師団では、歩兵連隊を基幹として、工兵中隊や砲兵大隊などを組み合わせ、師団よりも小規模な諸兵科連合部隊を組織することが多かった。そしてドイツ陸軍でこれにあたるのが「カンプグルッペ」であった。
1920年代のヴァイマル共和国軍において、既にバランスのとれた諸兵科連合というコンセプトが発達しており、1930年代後半には、各地の旅団司令部と連隊本部が相互配属した部隊や兵器システムを統制するための訓練を開始し、諸兵科連合チームを編組した。各カンプグルッペの指揮官は基幹となる部隊の部隊長が兼務することが多く、通常は指揮官名がそのままカンプグルッペの名称となった。
特に装甲師団の場合、戦車連隊を基幹とした戦闘団に装甲化した部隊を集中させることで、その師団で唯一の完全装甲化戦闘団（パンツァーカンプグルッペ）として用いることが多かった。パンツァーカンプグルッペは装甲師団の攻撃の先鋒を担い、突破に成功した場合は、後続の自動車化カンプグルッペがその突破口を確保・拡大する一方、パンツァーカンプグルッペは更に攻撃を継続し、前線の後方に位置する敵の砲兵陣地や司令部、補給処などを蹂躙する。しかしこのように優れた機動力を発揮できるのはパンツァーカンプグルッペのみで、師団全力での機甲戦を行うことができないため、戦術上の選択肢の制約につながった。またカンプグルッペの編成は状況に応じて柔軟に変化しており、装甲師団であってもパンツァーカンプグルッペを組織するのではなく、戦車連隊を2個大隊に分割して装甲擲弾兵連隊に1個ずつ配属してカンプグルッペを組織したり、装甲偵察大隊を基幹としたカンプグルッペを組織することも珍しくなかった。